# Mutayr
Los mutayr son una tribu de Arabia al mando de un sheik, que a mediados del siglo XIX y hasta 1908 fueron independientes.
Los mutayr se encontraban en Arabia Central, entre Nedj y Medina, y emigraron a mediados del siglo XIX al noroeste de El Hasa donde el vacío creado por la desaparición de los Banu Khalid no había sido completamente cubierto por los wahabitas, creando un emirato independiente, especialmente después de 1872. Conservaron su independencia hasta que en 1908 reconocieron la soberanía de los wahabitas cuyas doctrinas habían adoptado.
- Datos: Q2704114
- Multimedia: Mutayr / Q2704114